# Anaxyrus californicus
Anaxyrus californicus är en groddjursart som först beskrevs av Camp 1915. Den ingår i släktet Anaxyrus och familjen paddor. Inga underarter finns listade i Catalogue of Life.

## Beskrivning
En kraftigt byggd padda med trubbig nos och vårtig hud som är grönaktig, grå till laxfärgad på ovansidan. Längs huvud och ögonlock har den en ljus strimma, samt ljusa fläckar på rygg och ryggslut. Pupillen är horisontal, och parotidkörtlarna, giftkörtlarna bakom ögonen, är stora och ovala. Några skillnader mellan könen förekommer inte, förutom att hanen utvecklar parningsvalkar på framfötterna under parningstiden. Kroppslängden varierar mellan 5 och 7,5 cm.
De nyförvandlade ungarna är askfärgade med olivgrön eller laxfärgad rygg med rödspetsade vårtor. Ungarna kan ibland dessutom ha svarta fläckar.
Ynglen är i början svarta. Så småningom uppträder brungula tvärband, först på stjärten, senare även längs ryggen. Den brungula färgen sprider sig, så mot slutet av larvtiden är ynglet snarare brungult med mörkare tvärränder på stjärten, och med vit buksida. Som mest kan de bli 34 mm långa, i undantagsfall 40 mm.

## Ekologi
Arten förekommer i och vid träsk, vattendrag och arroyos (tidvis torrlagda vattendrag) samt i lövskog och grunda gruslaguner i närheten av floder. Paddorna gömmer sig genom att gräva ner sig i sandjord. Arten förekommer vanligen på höjder mellan 300 och 1 000 m, men kan påträffas från havsytans nivå till över 2 400 m.

### Ålder
De flesta hanar blir könsmogna under det andra levnadsåret, honorna under det tredje. Få individer, och av dem framför allt honor, blir äldre än fem år. Främsta dödsorsaken är predation av oxgrodor, men flera dör även under övervintringen.

### Fortplantning
Leken sker i grunda vattendrag under tidig vår, från februari (sällsynt januari) i låglänta områden, till mars eller april i bergen. Gemensamt för alla lekplatserna är att vattentemperaturen skall ha nått upp från 11 till 13 ºC för att leken skall börja. Hanarnas lockläte är en drillande vissling med en frekvens på omkring 1460 Hz, som varar från 4 till 9 sekunder. Honorna är aktiva under parningen, och söker själva upp den hane de föredrar. Äggläggningen sker invid hanens lekposition. Äggen läggs i två band med en längd mellan 3 och 10,6 m. De kläcks efter 4 till 6 dagar, och ynglen förvandlas tidigast efter 65 dagar, vanligen dock 72 till 80 dagar.

### Föda
De vuxna djuren livnär sig framför allt på myror, speciellt den trädlevande arten Liometopum occidentale. Ynglen tar detritus (dött, organiskt material från både växter och djur) samt bakteriekolonier. Till skillnad från många andra paddyngel tar de inte alger eller andra växter.

## Utbredning
Arten finns från sydvästra Kalifornien, strax norr om Los Angeles, till norra Baja California i Mexiko.

## Status
Anaxyrus californicus är klassificerad som starkt hotad ("EN") av IUCN, och populationen minskar kraftigt. Från 1994 till 2004 beräknas den ha minskat med över 50%. Främsta orsakerna är habitatförlust genom bebyggelse, flodregleringar, jordbruk, vägbyggnad, överbetning, nöjesåkning med terrängfordon samt predation av inplanterade fiskar och oxgrodor. Yngel tas också av röd sumpkräfta, och unga paddor av skrikstrandpipare.

## Bildgalleri

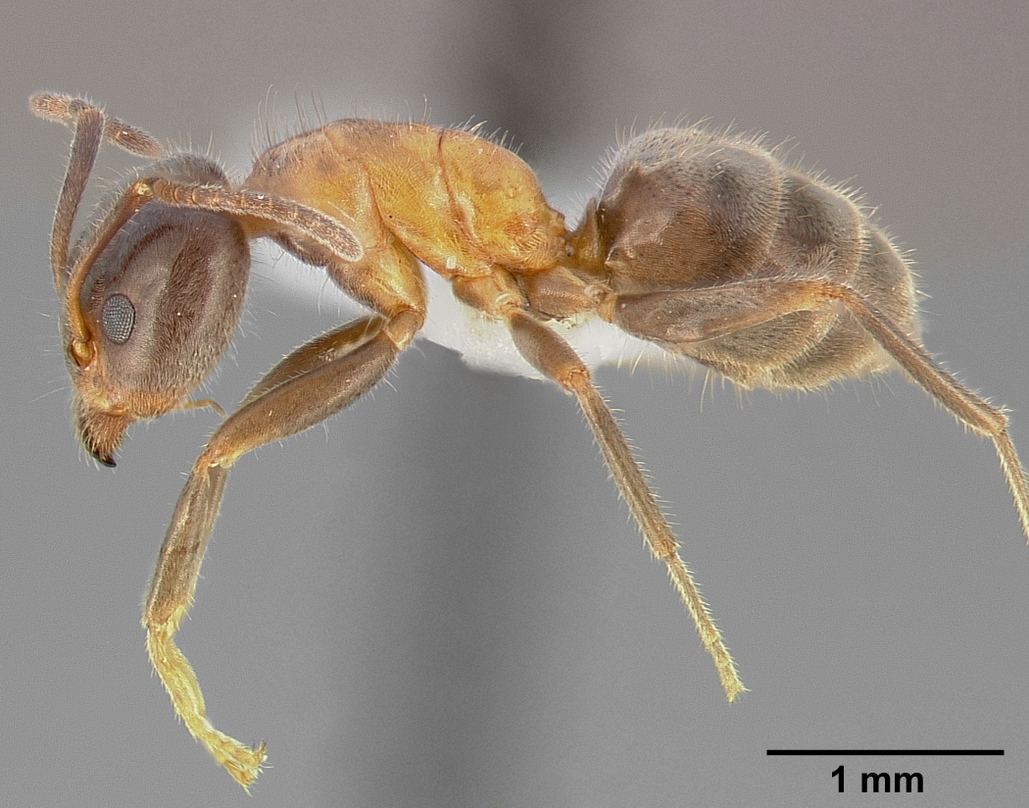
Liometopum occidentale, främsta födan.
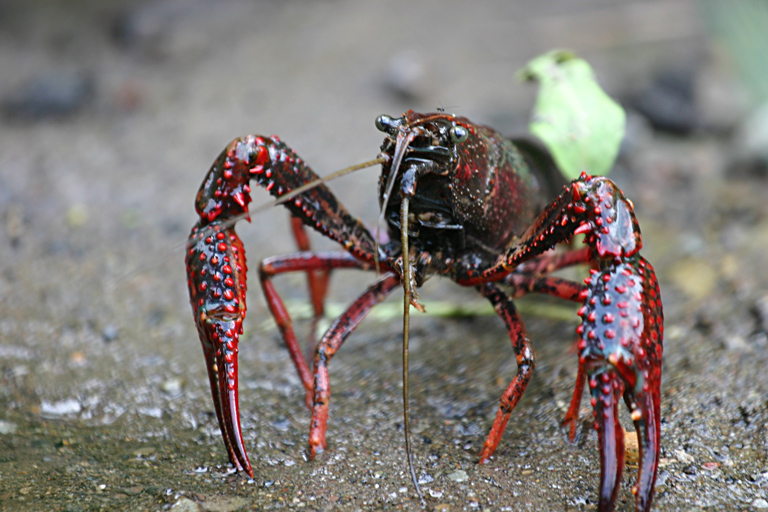
Röd sumpkräfta, predator på larver
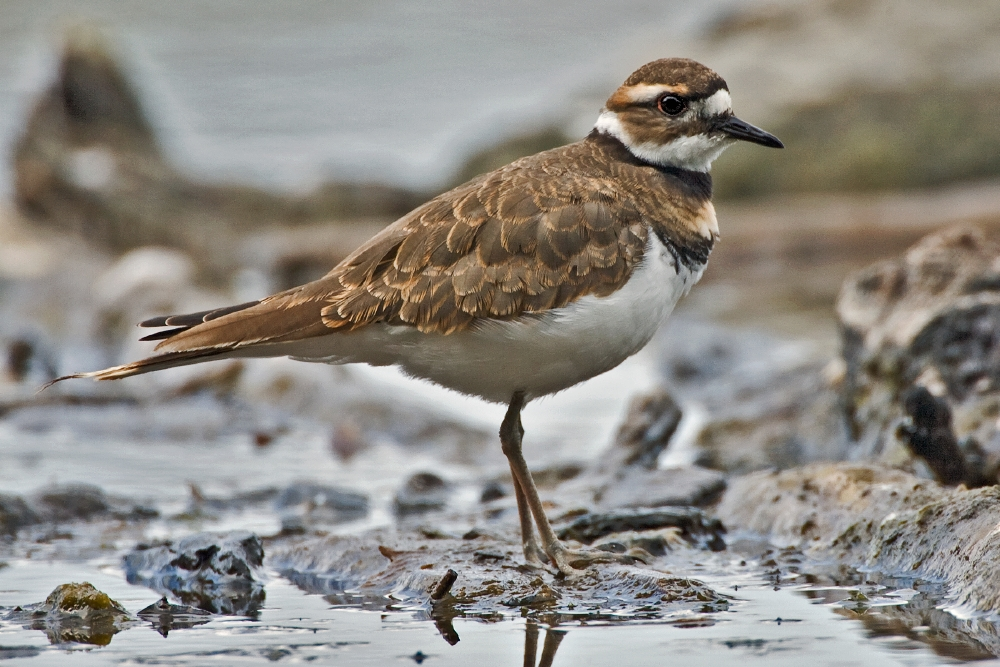
Skrikstrandpipare, predator på unga paddor
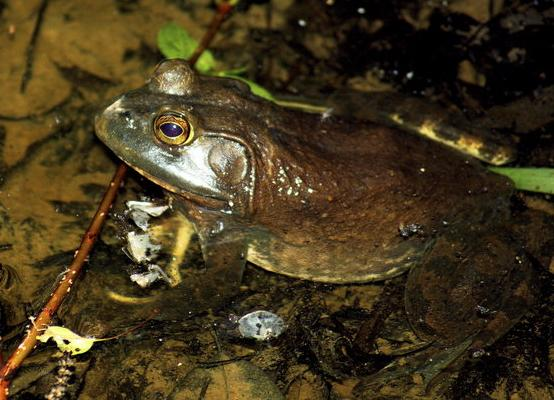
Oxgroda, betydande predator på vuxna djur.